# زدرافكو كريفوكابيتش
زدرافكو كريفوكابيتش ((بالصربية: Здравко Кривокапић)‏؛ ولد 2 سبتمبر 1958) أستاذ الهندسة الميكانيكية، والكاتب والسياسي من الجبل الأسود، شغل منصب رئيس وزراء الجبل الأسود منذ 4 ديسمبر عام 2020. بالإضافة إلى عمله كأستاذ جامعي في جامعتي الجبل الأسود وشرق سراييفو، فهو أحد مؤسسي المنظمة غير الحكومية المسماة «لن نتخلى عن الجبل الأسود»، والتي أسسها أساتذة ومثقفون من الجبل الأسود لدعم الكنيسة الأرثوذكسية الصربية في الجبل الأسود، بعد قانون ديني مثير للجدل استهدف الوضع القانوني للكنيسة وممتلكاتها.
تُعرَّف آرائه السياسية وظهوره العلني عمومًا على أنه من وسط اليمين، ومكافح الفساد، وديمقراطي مسيحي، ومؤيد لأوروبا، وليبرالي اقتصادي.

## نشأته وتعليمه
ولد لأبوين صربيين، دراغو وإيكونيجا، في عام 1958 في نيكشيتش، التي كانت في ذلك الوقت جزءًا من جمهورية يوغوسلافيا الاشتراكية الاتحادية. تخرج عام 1981 من كلية الهندسة الميكانيكية، جامعة مونتينيغرو، قسم هندسة الإنتاج. التحق بالدراسات العليا عام 1983 في مجال هندسة الإنتاج في كلية الهندسة الميكانيكية، جامعة بلغراد. قدم أطروحة الماجستير بعنوان «تخطيط وإدارة مخزون قطع الغيار» في عام 1989.
حصل على الدكتوراه عام 1993 من كلية الهندسة الميكانيكية في بودغوريتشا. كان موضوع الرسالة بعنوان «المساهمة في التصميم الآلي للعملية التكنولوجية للقطع عن طريق نظام خبير».